# نقص البورون (طب)
نقص البورون أو عوز البورون هو مرضٌ قد يحدث في البشر والحيوانات نتيجةً لنقص عنصر البورون. أشارَّ تقريرًا في عام 2005 أنَّ هذا المرض قد يؤدي إلى داء عظمي غضروفي في الخنزير الأليف والذي يمكن تصحيحه بإضافة 50 جزء في المليون من البورون إلى النظام الغذائي. المدخول اليومي المسموح به (TDI) الذي حددته منظمة الصحة العالمية هو 0.17 ملغم/كغم من وزن جسم الإنسان.